# Juan Antonio Flecha
Flecha  Giannoni est un nom espagnol. Le premier nom de famille, en général paternel, est Flecha ; le second, en général maternel, souvent omis, est Giannoni.
Pour les articles homonymes, voir Flecha.
Juan Antonio Flecha Giannoni, né le 17 septembre 1977 à Junín en Argentine, est un coureur cycliste espagnol. Professionnel de 2000 à 2013, il est spécialiste des classiques pavées et est monté sur le podium de Paris-Roubaix et du Tour des Flandres. Il a également remporté le Championnat de Zurich en 2004.

## Biographie
Il est né en Argentine d'une mère avocate et d'un père magistrat à la cour de Junín, dans la province de Buenos Aires. Au début de sa carrière, il avait déclaré aimer Paris-Roubaix et les classiques flandriennes dans une Espagne du cyclisme qui boudait ce genre de courses, pourtant c'est sur les classiques qu'il construisit son palmarès et sa réputation.

### 2000-2003: les débuts en Espagne
Juan Antonio Flecha est passé professionnel en 2000 dans l'équipe Colchon Relax-Fuenlabrada. Il se fait remarquer sur les courses espagnoles d'un jour dès sa première saison, terminant notamment cinquième de la Clásica a los Puertos. Il confirme tout au long de sa deuxième saison, remportant en solitaire une étape du Tour d'Aragon en avril. La semaine suivante, il remporte deux étapes du Gran Premio Internacional Mitsubishi MR Cortez, et remporte le classement général en ayant porté le maillot jaune de bout en bout. En juin, il gagne une étape de la Bicyclette basque en solitaire, portant son total de victoires à cinq, cette année-là. 
À partir de 2002, Flecha court pour l'équipe iBanesto.com. Souvent à l'attaque, notamment sur le Tour d'Espagne, il termine troisième du classement de la montagne sur cette course, mais ne parvient pas à remporter de victoire, notamment dans la dix-huitième étape du Tour d'Espagne, où il est distancé dans l'ascension finale par son coéquipier et compagnon d'échappée Santiago Blanco. 
Dès le début de saison 2003, Flecha s'illustre dans les courses d'un jour, d'abord en Espagne, où il termine troisième du Trofeo Calvia, puis sur les pavés, terminant notamment vingt-cinquième de Paris-Roubaix. Mais c'est dans les courses par étapes que Flecha écrit les plus belles lignes de sa saison. Il termine onzième du difficile Tour de Catalogne, puis participe au Tour de France où il remporte échappé la onzième étape à Toulouse sur la piste de l'ancien aérodrome de Montaudran. Il est le premier coureur né en Argentine à remporter une étape du Tour de France, et célèbre son succès en mimant un jet de flèche, en référence à son nom de famille. Flecha connaît bien les soixante derniers kilomètres puisqu'il réside à cette époque à Toulouse avec sa compagne, qui travaille au Centre national d'études spatiales. Puis, en fin de saison, il obtient notamment la troisième place de Milan-Turin, et termine dix-huitième du Tour de Lombardie.

### 2004-2005: Fassa Bortolo, la révélation dans les classiques

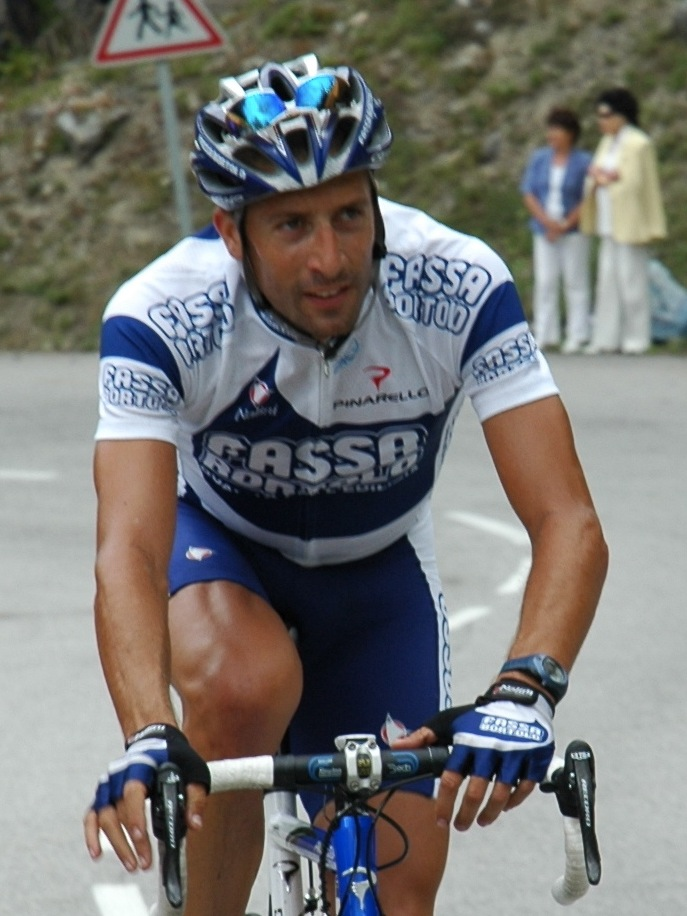
Juan Antonio Flecha lors de la 10e étape du Tour de France 2005

En 2004, Flecha rejoint l'équipe Fassa Bortolo. Cette saison est d'abord celle de la confirmation dans les classiques pavées pour le coureur espagnol. Dès le mois de février, il termine septième de Kuurne-Bruxelles-Kuurne. Surtout, début avril, il est avec son coéquipier Fabian Cancellara une des révélations des grandes classiques. Il termine douzième du Tour des Flandres, septième de Gand-Wevelgem et treizième de Paris-Roubaix. Après avoir à nouveau participé au Tour de France, où il échoue face à David Moncoutié dans sa quête d'une nouvelle victoire dans la onzième étape, Flecha s'illustre sur les courses d'un jour de fin de saison. Il termine treizième de la Classique de Saint-Sébastien, puis crée la surprise en s'imposant au sprint devant Paolo Bettini sur le Championnat de Zurich, une classique de la Coupe du monde. Cette victoire reste la plus importante de sa carrière. Quelques semaines plus tard, il remporte également le Tour du Latium. Cette impressionnante régularité dans les classiques tout au long de l'année lui vaut la cinquième place finale de la Coupe du monde. 
Flecha axe son début de saison 2005 sur la préparation des classiques pavés. Il remporte une étape du Tour de la Communauté valencienne, puis participe activement à la victoire d'étape de Fabian Cancellara, échappé avec lui, dans la quatrième étape de Paris-Nice. Deuxième du classement général à l'issue de cette étape, Flecha se maintient longtemps dans les dix premiers, mais s'effondre dans la dernière étape, perdant près de vingt minutes. Dans les semaines qui suivent, il est malade, puis a une collision avec une voiture, et aborde les classiques dans des conditions difficiles. Pourtant, Flecha termine douzième du Tour des Flandres. Trois jours plus tard, il semble en mesure de remporter sa première grande classique pavée. Dans Gand-Wevelgem, il attaque à plusieurs reprises, la dernière fois à trois kilomètres de l'arrivée, gagnant rapidement six secondes d'avance sur ses poursuivants. Mais il est battu sur la ligne par Nico Mattan dans des conditions controversées,. Malgré la déception, Flecha s'illustre à nouveau quelques jours plus tard sur Paris-Roubaix, où il fait partie, avec Tom Boonen et George Hincapie, de l'échappée décisive, mais doit se contenter de la troisième place. En fin de saison, il est moins en vue que les années précédentes, terminant néanmoins neuvième de la HEW Cyclassics. 

### 2006-2009: Rabobank, la confirmation

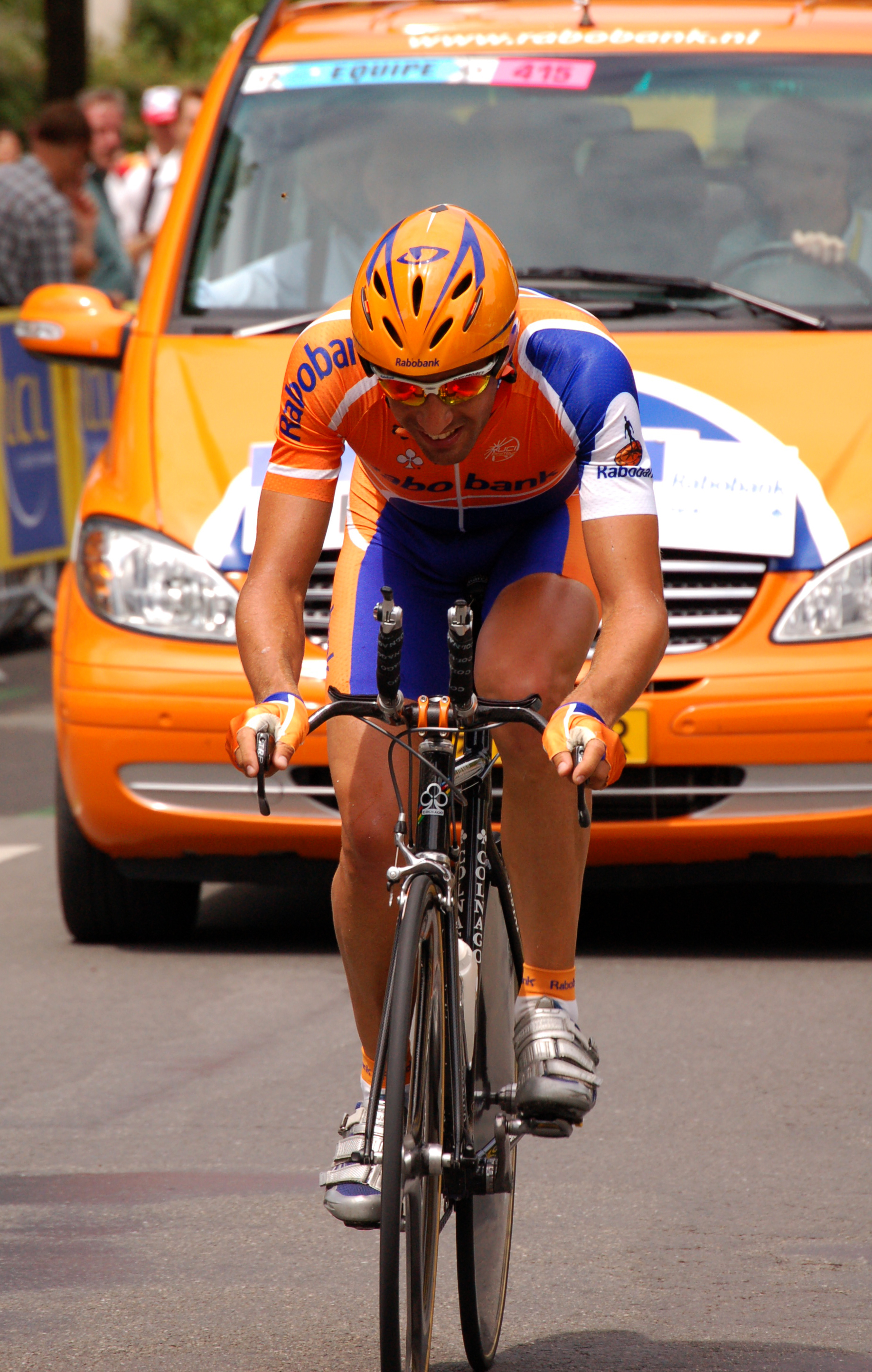
Prologue du Tour de France 2007

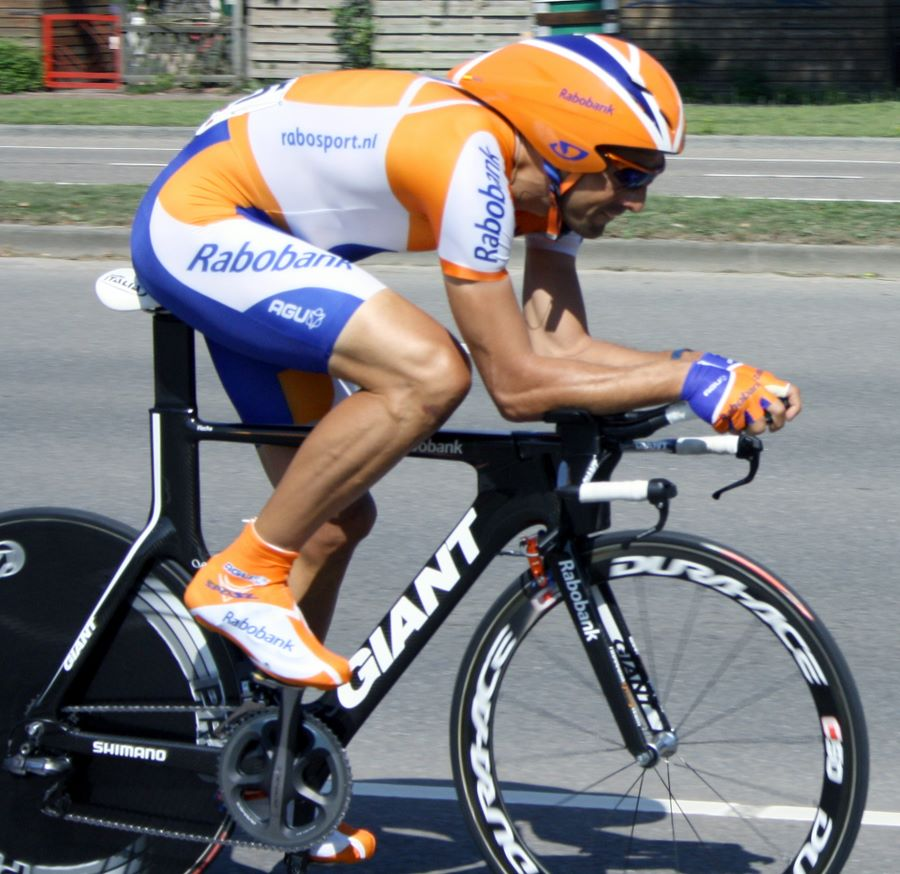
Prologue de l'Eneco Tour 2009

En 2006, Fassa Bortolo quittant le cyclisme, Flecha est engagé par l'équipe Rabobank. Comptant désormais parmi les favoris des classiques printanières, il se dévoue pourtant pour Óscar Freire dans la Flèche brabançonne, remportée par ce dernier, tandis que Flecha prend la quatrième place. La semaine suivante, il termine à nouveau douzième du Tour des Flandres. Sur Paris-Roubaix, il est à nouveau parmi les meilleurs, mais doit se contenter de la septième place, la victoire revenant à Fabian Cancellara. Le déclassement de trois de ses adversaires lui permet finalement de terminer quatrième. En fin de saison, il termine septième de l'Eneco Tour grâce à un très bon contre la montre à Landgraaf dans la quatrième étape, puis termine deuxième du Grand Prix de Plouay derrière Vincenzo Nibali. 
La saison 2007 de Flecha commence de belle manière par une deuxième place au Circuit Het Volk derrière Filippo Pozzato. Cependant, il déçoit dans les autres grandes classiques pavées, terminant en particulier seulement cinquante-deuxième du Tour des Flandres. Mais une semaine plus tard, lors de Paris-Roubaix, il obtient la deuxième place derrière Stuart O'Grady, sa meilleure performance dans l'épreuve. Au cours de la suite de la saison, il réalise peu de performances importantes, prouvant qu'il est bien devenu avant tout un spécialiste des classiques flandriennes. 
En 2008, la préparation de Flecha porte tardivement ses fruits. Une semaine avant le Tour des Flandres, il se rassure en prenant la troisième place de la Flèche brabançonne. Sur le Tour des Flandres, il s'échappe en contre derrière Stijn Devolder, mais ne parvient pas à le rejoindre. Repris par Nick Nuyens, il ne termine que troisième, signant tout de même sa meilleure performance sur cette course. La semaine suivante, il est victime de malchance sur Paris-Roubaix. Impliqué dans une chute à l'approche de la Tranchée d'Arenberg, il ne termine que douzième. Il participe cette année-là au Tour de France et à la Vuelta où, échappé dans la neuvième étape, il est battu au sprint à Sabinanigo par Greg Van Avermaet et Davide Rebellin. Début octobre, il remporte sa première victoire depuis février 2005, en gagnant le Circuit franco-belge. 
En 2009, Flecha se montre aux avant-postes dès le week-end d'ouverture, terminant troisième du Circuit Het Nieuwsblad, devancé au sprint par Thor Hushovd et Kevyn Ista. Sur Paris-Nice, il participe à une bordure dans la troisième étape, dont il prend la deuxième place. Il occupe, trois jours, la troisième place du classement général, mais perd plus d'un quart d'heure dans l'ascension de la Montagne de Lure, dans la sixième étape. Poursuivant sa saison sur les classiques flamandes, il déçoit sur le Tour des Flandres : à l'attaque dans le Mur de Grammont, il termine finalement à la dernière place du groupe des favoris, trentième. Une semaine plus tard, durant Paris-Roubaix, il est présent dans le groupe de tête jusqu'au carrefour de l'Arbre, où il chute lors d'une courbe prononcée. Il prend la cinquième place. Il participe en juillet au Tour de France, durant lequel il est passé à l'attaque, lors de la quinzième étape, arrivant à Verbier. En août, il prend la sixième place de l'Eneco Tour.

### 2010-2012: Sky

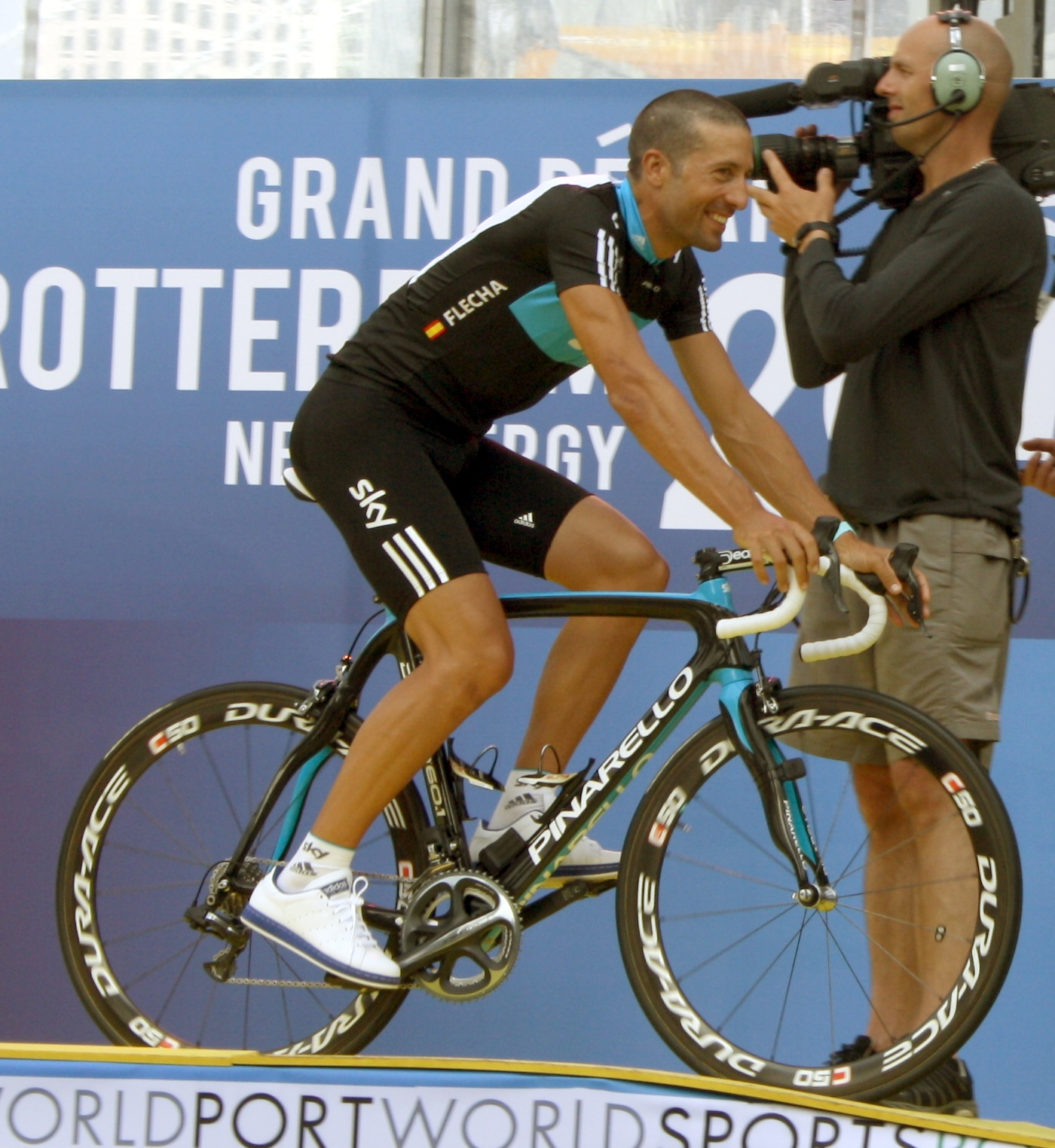
Juan Antono Flecha lors de la présentation des équipes du Tour de France 2010

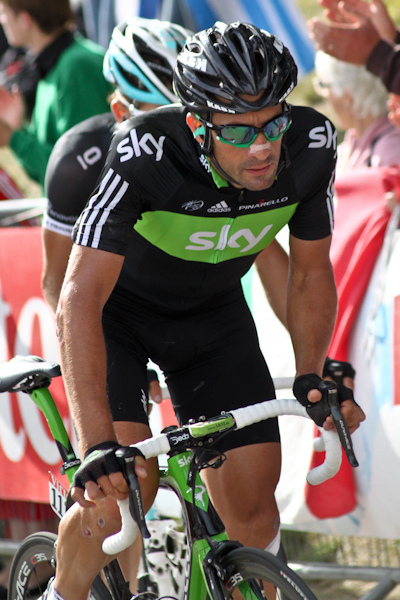
Juan Antonio Flecha lors de la du Tour de France 2011

En 2010, il fait ses débuts au sein de la nouvelle équipe Sky. Après avoir participé à la victoire en contre-la-montre de son équipe lors de la première étape du Tour du Qatar, il remporte sa première victoire de la saison en s'imposant lors du Circuit Het Nieuwsblad. Il contre-attaque Philippe Gilbert lors d'une section pavée et file seul vers l'arrivée, parcourant un peu moins de vingt kilomètres en solitaire. Il dédie la victoire à son équipe et à son ancien coéquipier Frank Vandenbrouke. En mars, il monte sur la troisième marche du podium du Grand Prix E3 derrière ses éternels compétiteurs des Classiques, Tom Boonen et Fabian Cancellara. Le trio se détache lors de la dernière heure de course et coopère jusqu'à ce que Cancellara lâche ses comparses avec deux kilomètres à parcourir. Il n'est jamais rejoint et Flecha s'incline au sprint face à Boonen. Il termine également troisième de Paris-Roubaix : il se détache du groupe de poursuivants avec le Norvégien Thor Hushovd dans une vaine tentative pour rattraper Cancellara, parti en solo avant le secteur pavé de Mons-en-Pévèle. 
En 2011, il termine deuxième lors du Circuit Het Nieuwsblad où il est battu par le Néerlandais Sebastian Langeveld. Il rejoint Langeveld qui est échappé seul, ce dernier ne veut pas prendre de relais et Flecha va jusqu'à rouler sur le trottoir pour forcer son adversaire à le dépasser, mais sans succès. Les deux se disputent le sprint et Langeveld gagne de quelques centimètres. Puis, il finit onzième du Tour des Flandres. En juillet, il participe pour la neuvième fois au Tour de France. Lors de la neuvième étape, il est heurté ainsi que Johnny Hoogerland par une voiture siglée France Télévisions,. Ils obtiennent tous les deux le prix de la combativité. Deux ans plus tard, le traumatisme n'était pas complètement évacué.
Au Circuit Het Nieuwsblad 2012, il suit Tom Boonen et Sep Vanmarcke lorsque ceux-ci attaquent et prennent la tête de la course. Malgré plusieurs attaques dans le final, il n'arrive pas à distancer le duo belge. Il est battu au sprint par Boonen et Vanmarcke, qui remporte la course. Après s'être cassé le doigt, il est de retour au Tour des Flandres, dont il prend la vingtième place. Une semaine plus tard, il participe à Paris-Roubaix, en quête d'une victoire dans cette classique où il a réalisé un top 10 six fois au cours des sept années précédentes, sans jamais la gagner. Avec un petit groupe incluant son coéquipier Mathew Hayman, il essaie sans succès de ramener Tom Boonen, parti en échappée solitaire avec cinquante-trois kilomètres à parcourir. Il entre au vélodrome de Roubaix avec deux compagnons d'échappée, mais deux autres poursuivants viennent les rejoindre dans le dernier kilomètre et Flecha doit se contenter de la quatrième position. Devenu simple équipier, perdant la possibilité de s'exprimer, il en éprouve une vive amertume. Ainsi au départ du Tour de France 2012, sa formation est constituée autour de Bradley Wiggins, pour ne pas priver Mark Cavendish de son seul et unique équipier Bernhard Eisel, Flecha doit se sacrifier.

### 2013: dernière saison dans l'équipe Vacansoleil-DCM

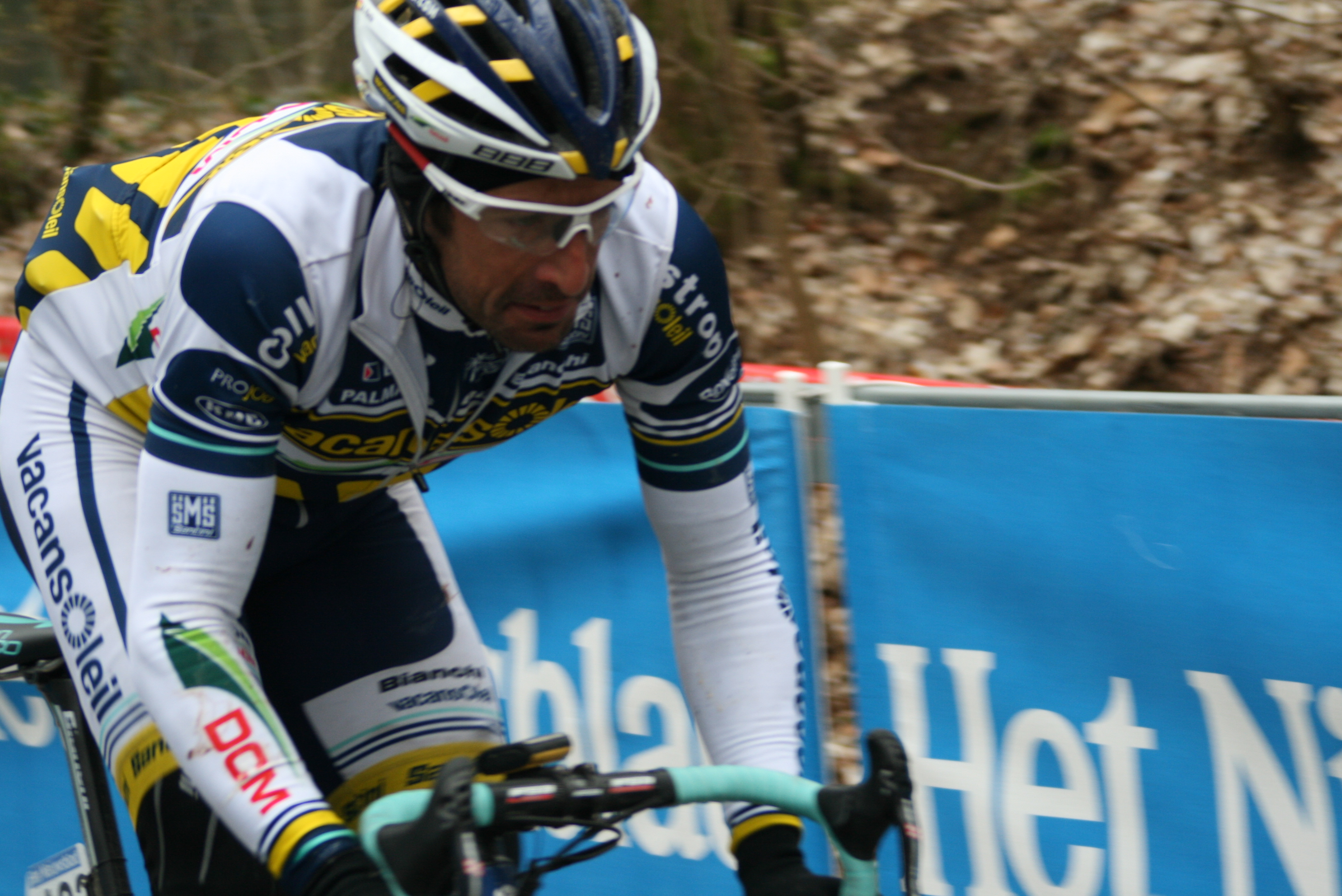
Juan Antonio Flecha franchissant le mont Kemmel lors de Gand-Wevelgem 2013

Juan Antonio Flecha s'engage, alors, pour 2013 dans l'équipe Vacansoleil-DCM. Il ambitionne en début de saison de gagner une étape du Tour de France et de mener l'équipe lors des classiques où il espère pouvoir être plus offensif que lors de son passage dans la formation Sky où sa volonté d'attaquer était limitée par les consignes d'équipes. Lors de cette saison, Flecha obtient en World Tour la cinquième place de Gand-Wevelgem puis la huitième de Paris-Roubaix. Il participe ensuite au Tour de France, au Tour d'Espagne, au contre-la-montre par équipes des championnats du monde de Florence, dont il est seizième. Il est ensuite treizième du Tour de Lombardie. Annonçant la fin de sa carrière à l'issue de la saison après la course lombarde, parallèlement à l'arrêt de la structure Vacansoleil-DCM, Flecha dispute sa dernière course à l'occasion du Tour de Pékin. De son propre aveu, son caractère l'a desservi, lui faisant perdre beaucoup de courses. Cependant il reste satisfait de sa carrière.

## Palmarès, résultats et classements mondiaux

### Palmarès amateur
| - 1996 - Week-end Béarnais - 1997 - 3e de la Cursa Ciclista del Llobregat - 1998 - Trophée Javier Luquin - 2e de la Prueba Loinaz - 3e du San Roman Saria - 3e de la Leintz Bailarari Itzulia | - 1999 - La Pyrénéenne - Tour de Tolède - 2e du Mémorial Valenciaga |  |

### Palmarès professionnel
| - 2001 - 4e étape du Tour d'Aragon - Gran Premio Internacional Mitsubishi MR Cortez : - Classement général - 2ea et 2eb étapes - 3e étape de la Bicyclette basque - 2002 - 3e étape du Gran Premio Internacional Mitsubishi MR Cortez (contre-la-montre par équipes) - 2003 - 11e étape du Tour de France - 3e du Tour du Latium - 3e du Trofeo Calvia - 2004 - Championnat de Zurich - Tour du Latium - 5e de la Coupe du monde - 7e de Gand-Wevelgem - 2005 - 4e étape du Tour de la Communauté valencienne - 2e de Gand-Wevelgem - 3e de Paris-Roubaix - 9e de la HEW Cyclassics - 2006 - 2e du Grand Prix de Plouay - 4e de Paris-Roubaix - 7e de l'Eneco Tour | - 2007 - 2e du Circuit Het Volk - 2e de Paris-Roubaix - 2008 - Circuit franco-belge - 3e de la Flèche brabançonne - 3e du Tour des Flandres - 2009 - 3e du Circuit Het Nieuwsblad - 5e de Paris-Roubaix - 6e de l'Eneco Tour - 2010 - 1re étape du Tour du Qatar (contre-la-montre par équipes) - Circuit Het Nieuwsblad - 3e du Grand Prix E3 - 3e de Paris-Roubaix - 2011 - 2e du Circuit Het Nieuwsblad - 9e du Paris-Roubaix - 2012 - 2e de l'Eurométropole Tour - 3e du Circuit Het Nieuwsblad - 3e du Tour du Qatar - 4e de Paris-Roubaix - 2013 - 5e de Gand-Wevelgem - 8e de Paris-Roubaix |  |

### Résultats sur les grands tours

#### Tour de France

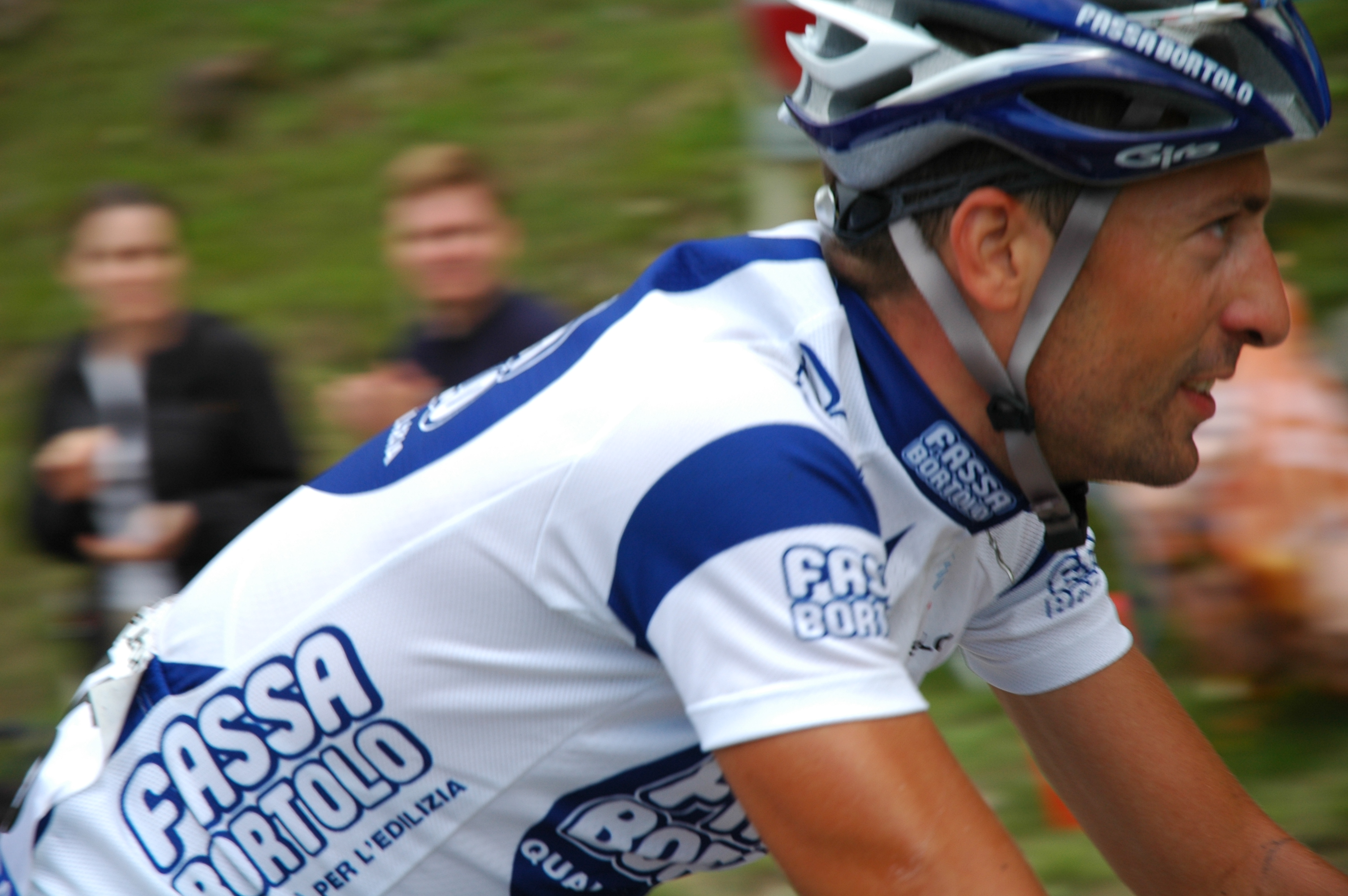
Juan Antonio Flecha lors de la 10e étape du Tour de France 2005

10 participations
- 2003 : 104e, vainqueur de la 11e étape
- 2004 : 93e
- 2005 : 73e
- 2006 : 82e
- 2007 : 85e
- 2008 : hors délais (19e étape)
- 2009 : 102e
- 2010 : 89e
- 2011 : 98e
- 2013 : 93e

#### Tour d'Italie
1 participation
- 2012 : 36e

#### Tour d'Espagne
8 participations
- 2000 : 113e
- 2001 : 72e
- 2002 : 41e
- 2005 : abandon (10e étape)
- 2008 : 74e
- 2010 : abandon (7e étape)
- 2012 : 98e
- 2013 : 44e

### Résultats sur les monuments
| Monument             | 2002 | 2003 | 2004 | 2005 | 2006 | 2007 | 2008 | 2009 | 2010 | 2011 | 2012 | 2013 |
| -------------------- | ---- | ---- | ---- | ---- | ---- | ---- | ---- | ---- | ---- | ---- | ---- | ---- |
| Milan-San Remo       | 34   | 64   | –    | –    | 40   | 39   | 41   | 29   | 18   | 76   | —    | 72   |
| Tour des Flandres    | 43   | 34   | 12   | 12   | 12   | 52   | 3    | 30   | 34   | 11   | 20   | 21   |
| Paris-Roubaix        | —    | 25   | 13   | 3    | 4    | 2    | 12   | 6    | 3    | 9    | 4    | 8    |
| Liège-Bastogne-Liège | 40   | 81   | 118  | —    | 85   | Ab.  | —    | —    | —    | —    | —    | —    |
| Tour de Lombardie    | 38   | 18   | Ab.  | Ab.  | Ab.  | —    | —    | —    | —    | —    | —    | 13   |

### Classements mondiaux
| Année                  | 2005 | 2006 | 2007 | 2008 | 2009 | 2010 | 2011 | 2012 | 2013 |
| ---------------------- | ---- | ---- | ---- | ---- | ---- | ---- | ---- | ---- | ---- |
| Classement ProTour     | 31e  | 31e  | 52e  | 37e  |      |      |      |      |      |
| Calendrier mondial UCI |      |      |      |      | 59e  | 71e  |      |      |      |
| UCI World Tour         |      |      |      |      |      |      | 148e | 72e  | 83e  |